# Czymanowo
Czymanowo (kaszub. Czëmónowò, niem. Czimmanau) – wieś kaszubska w Polsce położona w województwie pomorskim, w powiecie wejherowskim, w gminie Gniewino. Wieś jest siedzibą sołectwa Czymanowo w którego skład wchodzi również miejscowość Opalino.
W latach 1975–1998 miejscowość administracyjnie należała do województwa gdańskiego.

## Historia
Pierwsza wzmianka o wsi pochodzi z 1401 roku. W źródłach historycznych miejscowość tę można spotkać również pod nazwą Szymanowo. 1772 rok to początek pruskiego ucisku i zniemczania miejscowych Kaszubów. Do 1918 Czymanowo znajdowało się pod administracją zaboru pruskiego, a obowiązującą nazwą niemieckiej administracji dla Czymanowa do 1872 była nazwa Czimmanau. W 1873 nazwa Czimmanau została przez pruskich propagandystów niemieckich (w ramach szerokiej akcji odkaszubiania i odpolszczania nazw niemieckiego lebensraumu) zweryfikowana jako zbyt kaszubska i przemianowana na nowo wymyśloną i bardziej niemiecką – Rauschendorf. Po I wojnie światowej wieś pozostała poza granicami Polski stając się niemiecką miejscowością graniczną (granica polsko-niemiecka na rzece Piaśnicy na wschód od Czymanowa).
W latach 1992–1993 w Czymanowie organizowany był coroczny festiwal muzyki rockowej "Energia Sztuki". W 1995 zamiast niego odbyła się tu pierwsza edycja Przystanku Woodstock.

## Elektrownia
W Czymanowie działa Elektrownia Wodna Żarnowiec – największa w Polsce elektrownia szczytowo-pompowa. Jej budowę rozpoczęto w 1974 z myślą o powstającej w pobliskim Kartoszynie (ostatecznie nigdy nie ukończonej) elektrowni jądrowej. Pierwotnym zadaniem elektrowni szczytowo-pompowej miało być "magazynowanie" części energii wytwarzanej przez reaktory jądrowe.

## Wspólnoty wyznaniowe
- Kościół rzymskokatolicki:
  - wierni należą do parafii św. Józefa Robotnika w Gniewinie[5];
- Świadkowie Jehowy:
  - zbór[6].